# ルソン海峡

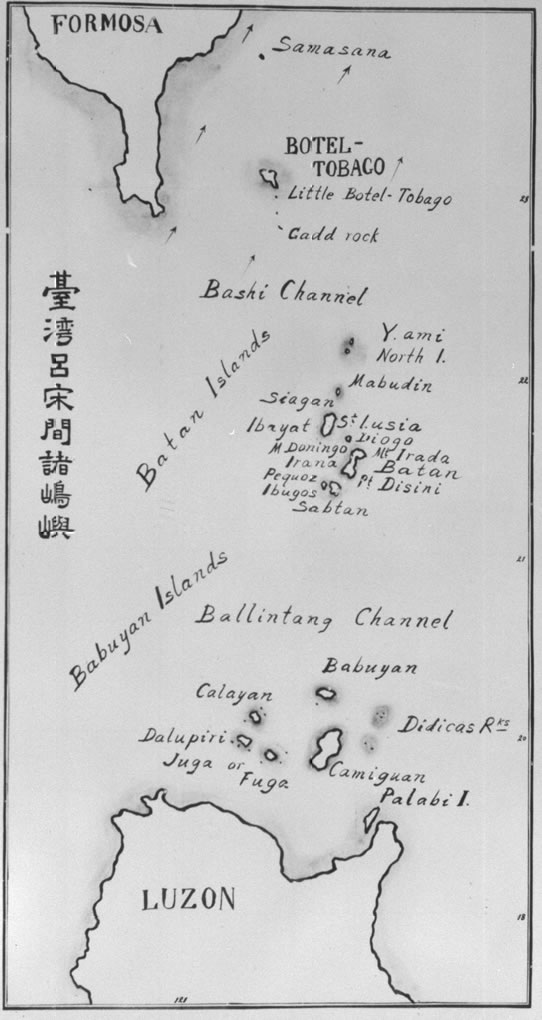
ルソン島と台湾の間の諸島

ルソン海峡（ルソンかいきょう、中国語:吕宋海峡、イロカノ語:Lingsat Luzon、タガログ語:Kipot ng Luzon）は、南シナ海とフィリピン海（太平洋）を結ぶ海峡で、台湾とルソン島の間を通っている。
台湾とルソン島の間の350kmの幅の海域には二つの群島がある。北から、バタネス州に属するバタン諸島（バシー諸島）と、カガヤン州に属するバブヤン諸島である。ルソン海峡は、バタン諸島と台湾の間のバシー海峡、バタン諸島とバブヤン諸島の間のバリンタン海峡、バブヤン諸島とルソン島の間のバブヤン海峡に分かれる。

## 太平洋戦争
ルソン海峡は1941年12月に日本軍がフィリピンに侵攻した際のルートに当たる。1941年12月8日、真珠湾攻撃と同じ頃、日本軍部隊がバタン諸島に上陸した。12月10日にはバブヤン諸島のカミギン島を占領し、航空機基地を置こうとしたが実現はしなかった。同じ12月10日、別の部隊がルソン島アパリに上陸を果たしている。
ルソン海峡はヒ船団やミ船団等の石油輸送船団、フィリピンへの増援輸送船団など、フィリピンほか東南アジアと日本を結ぶ重要輸送船団が多く航行していたことから、アメリカ海軍によって「コンボイ・カレッジ」（英語: Convoy College；船団大学）とあだ名され、潜水艦部隊の格好の作戦場と見なされた。そのため、戦争末期にはアメリカ海軍の潜水艦が多数配備され、多数の日本輸送船がここで撃沈された。